# Vecaulis attenuatus
Vecaulis attenuatus är en insektsart som beskrevs av Naudé 1926. Vecaulis attenuatus ingår i släktet Vecaulis och familjen dvärgstritar. Inga underarter finns listade i Catalogue of Life.